# Spoorlijn Horsens - Odder
De spoorlijn Horsens - Odder was een lokaalspoorlijn tussen Horsens en Odder van het schiereiland Jutland in Denemarken.

## Geschiedenis
In 1900 werd besloten een spoorlijn tussen Horsens en Juelsminde aan te leggen en op 14 mei 1904 werd de lijn geopend door de Horsens-Odder Jernbane (HOJ). De dienstregeling werd een dag later aangevangen met vier treinen per dag per richting. Door de toename van het wegverkeer na de Tweede Wereldoorlog was de lijn niet meer rendabel te exploiteren en werd gesloten in 1967.

## Huidige toestand
Thans is de volledige lijn opgebroken.